# 拉弗爾斯鎮區 (密歇根州)
拉弗爾斯鎮區（英語：Lovells Township）是位於美國密歇根州克勞福德縣的一個行政鎮區。

## 地方資料
拉弗爾斯鎮區的面積為263.50平方千米，當中陸地面積為260.40平方千米，而水域面積為3.10平方千米。根據2020年美國人口普查的數據，當地共有人口567人，而人口密度為每平方千米2.15人。